# 在チェコ外国公館の一覧

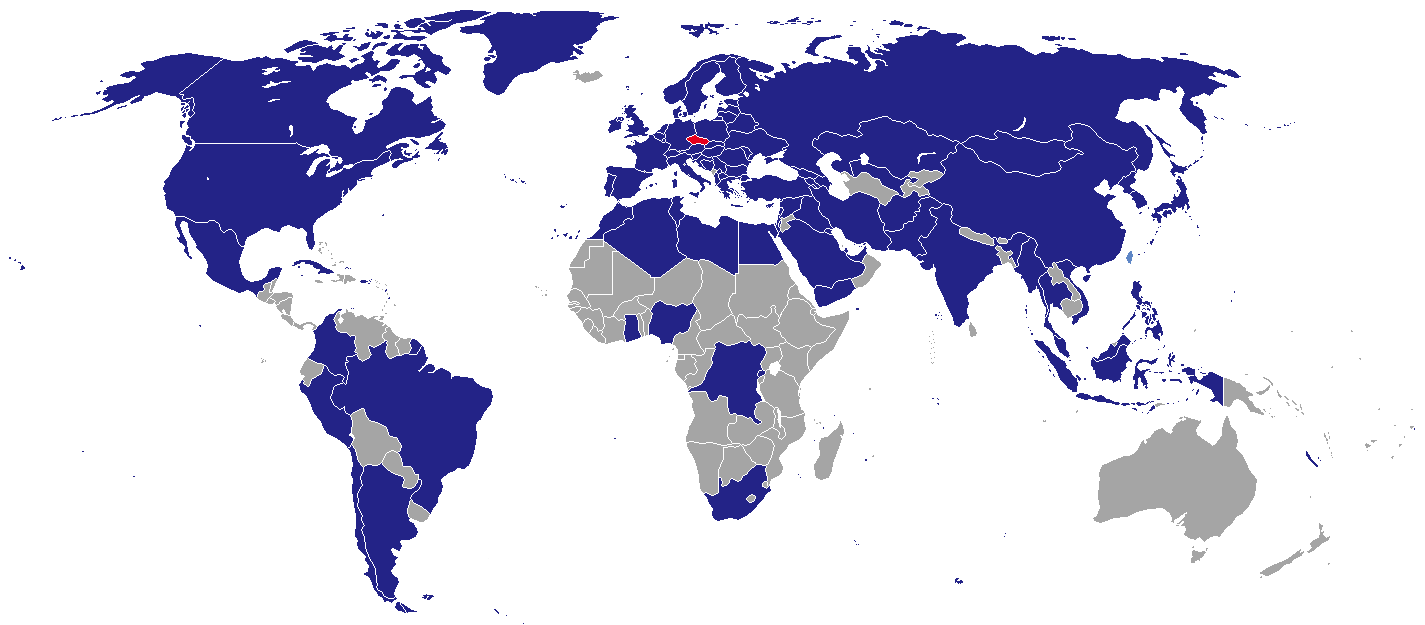
駐チェコ大使館のある国

下記は、駐チェコ大使館の一覧である。首都のプラハに87の大使館が存在する。

## 大使館

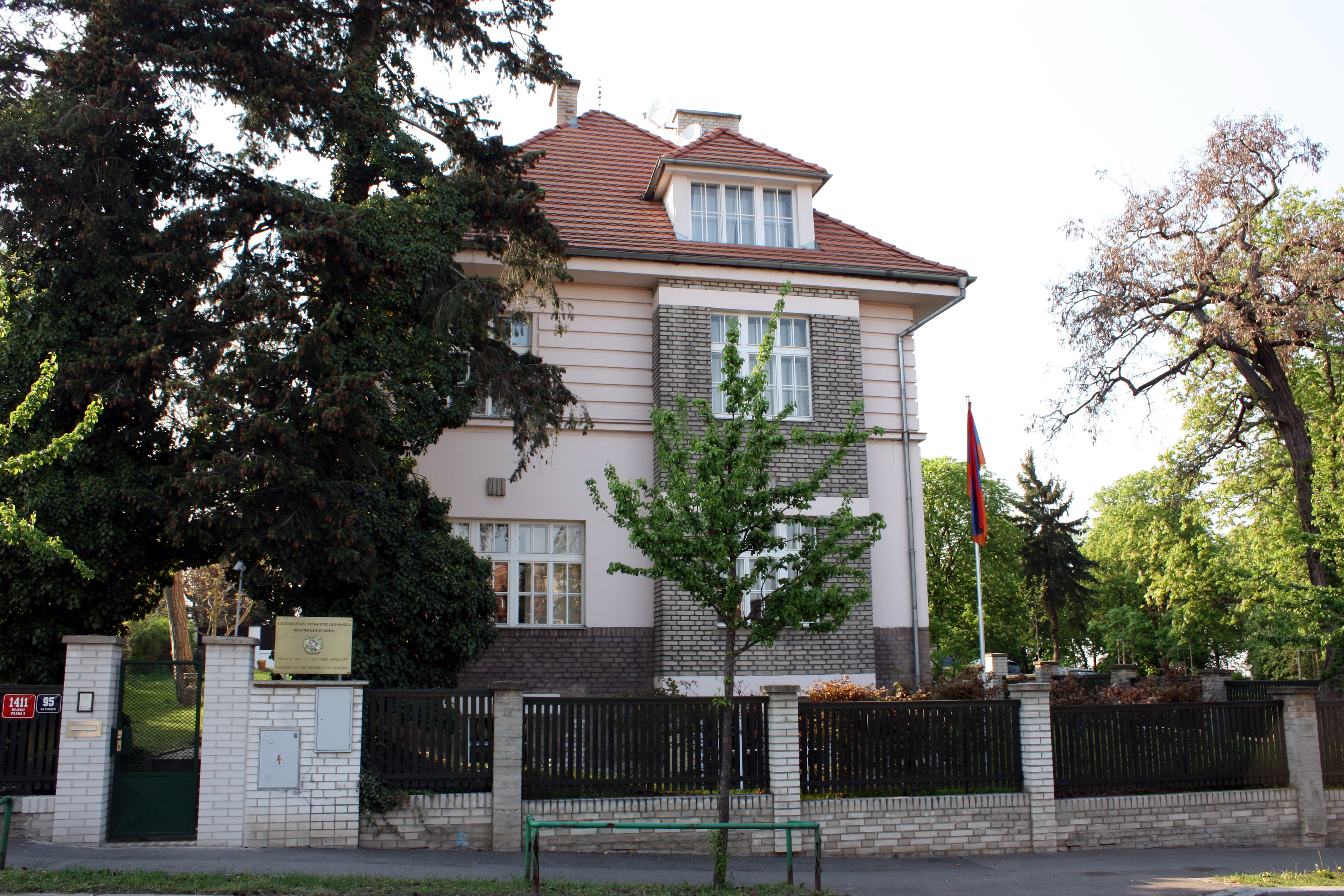
在チェコアルメニア大使館

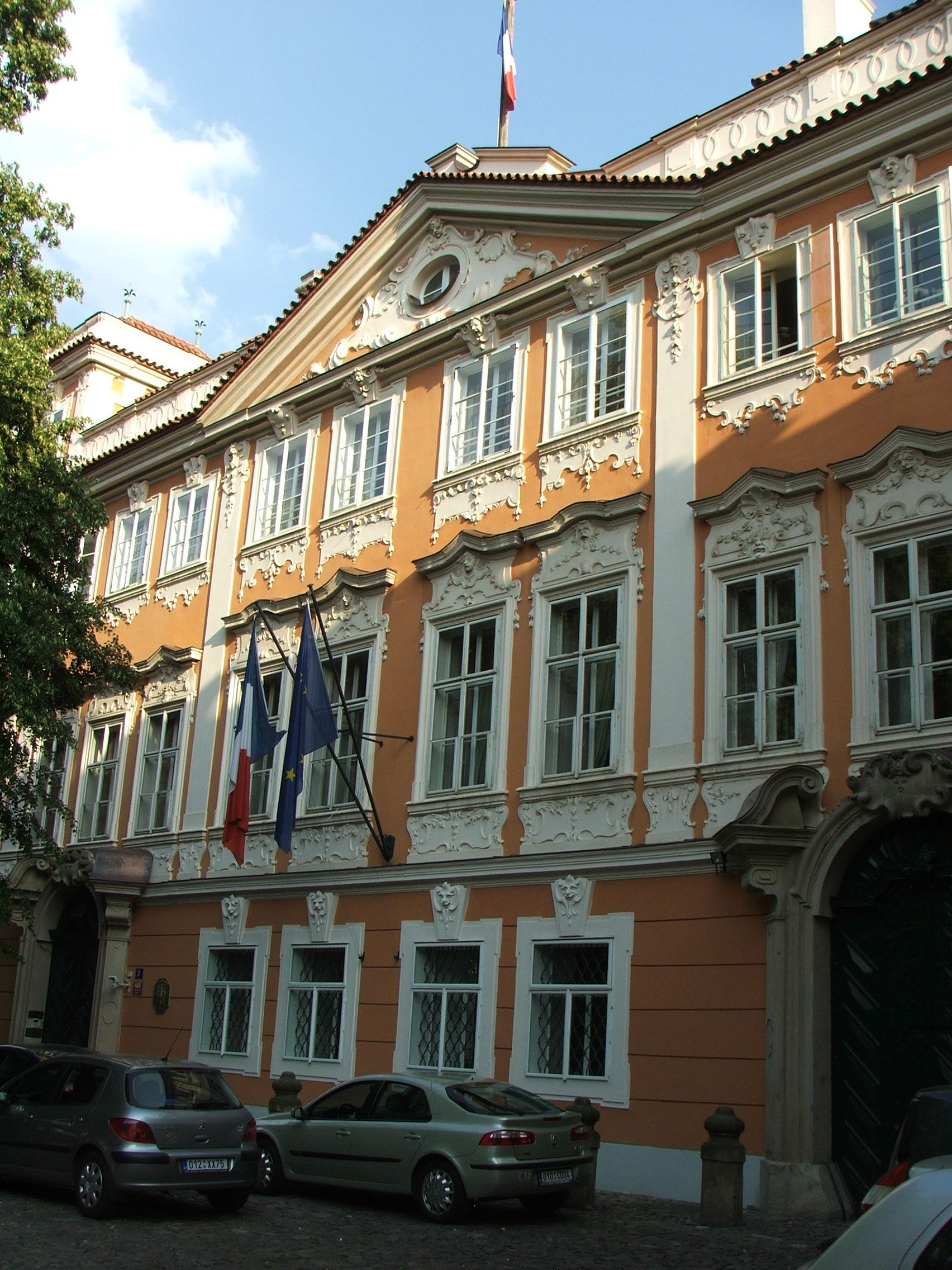
在チェコフランス大使館

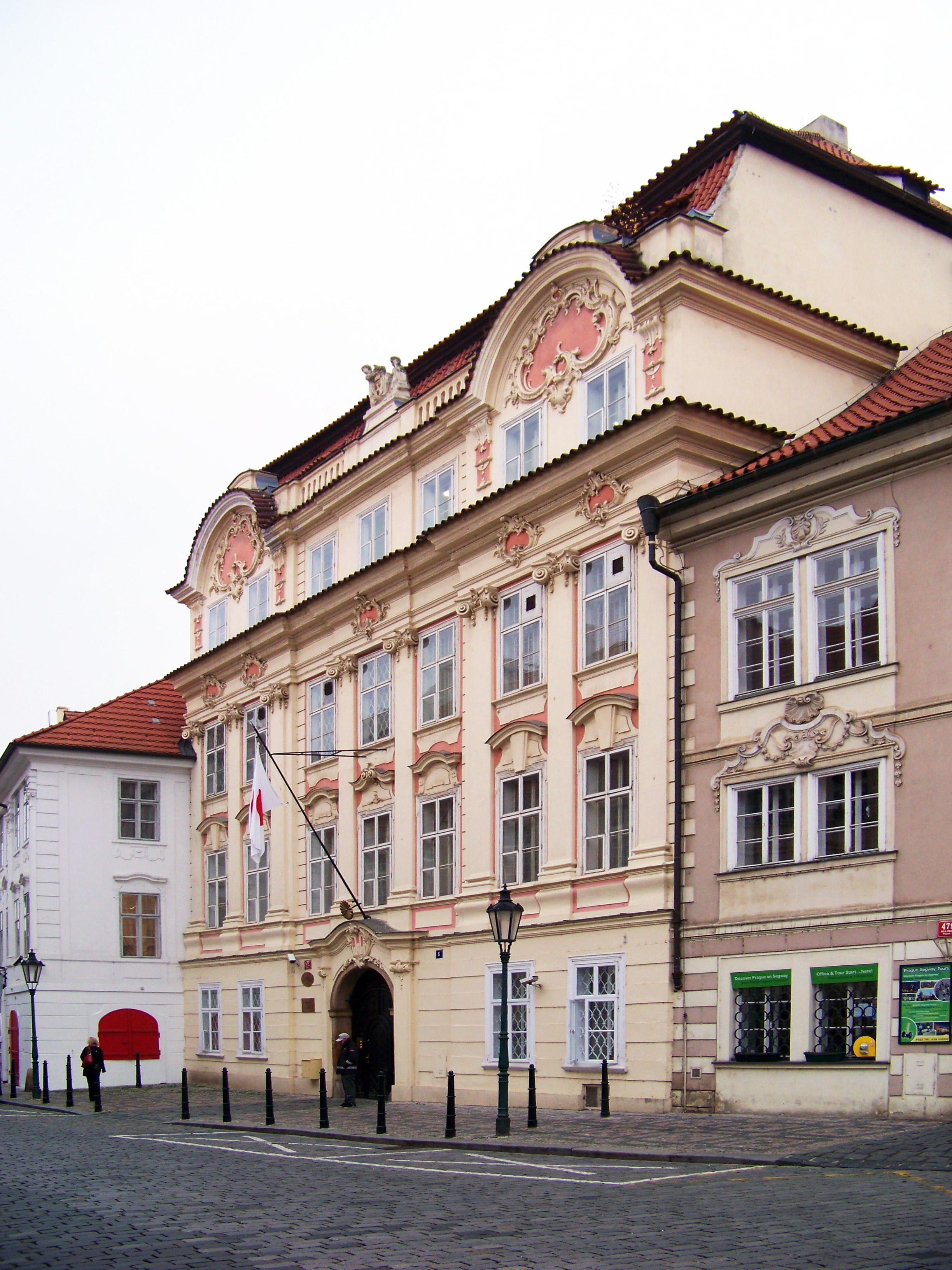
在チェコ日本大使館

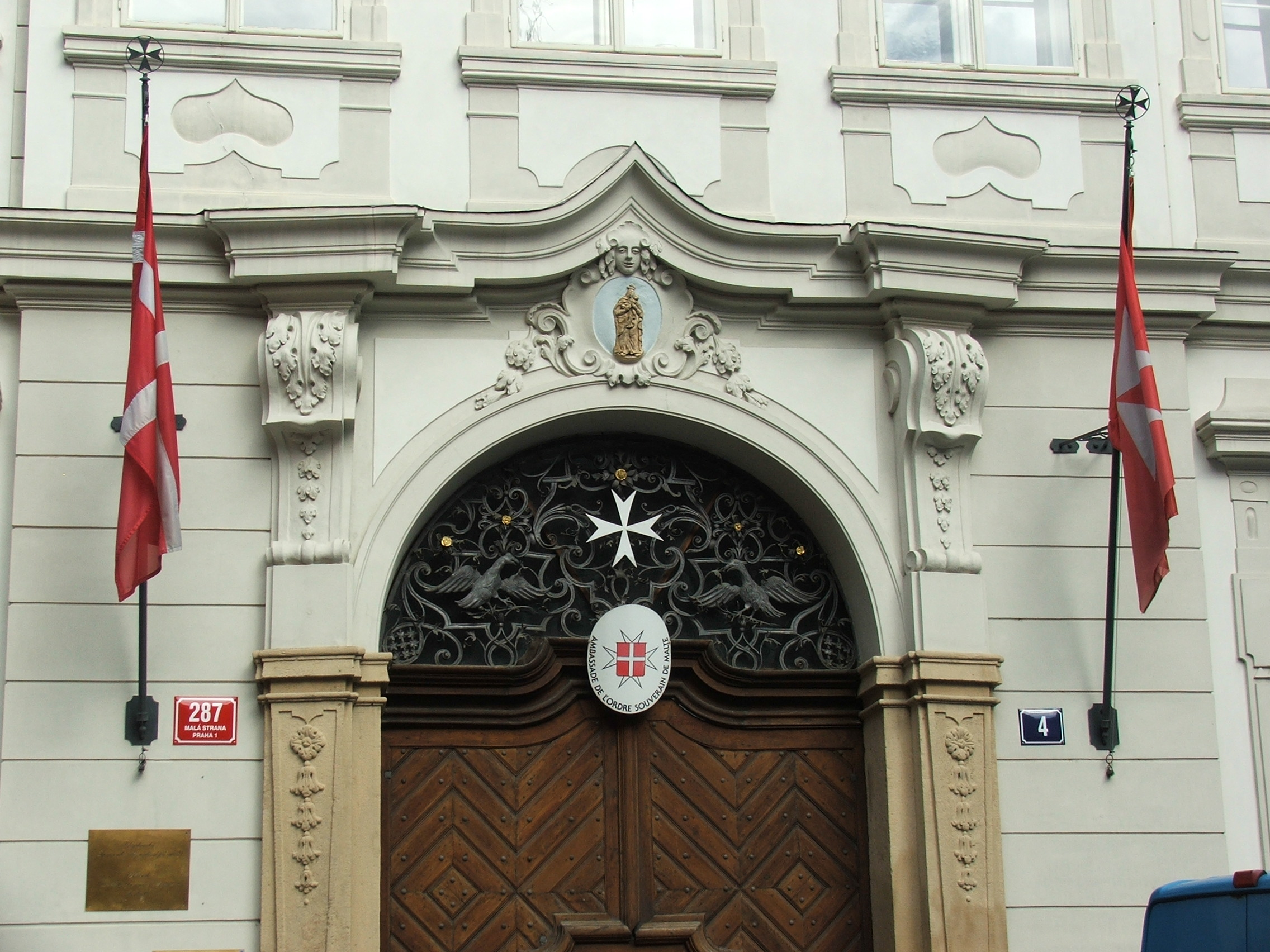
在チェコマルタ騎士団大使館

プラハ
| - アフガニスタン - アルバニア - アルジェリア - アルゼンチン - アルメニア - オーストリア - アゼルバイジャン - ベラルーシ - ベルギー - ボスニア・ヘルツェゴビナ - ブラジル - ブルガリア - カナダ - チリ - 中国 - クロアチア - キューバ - キプロス - デンマーク - エジプト - エストニア - フィンランド - フランス | - ジョージア - ドイツ - ガーナ - ギリシャ - バチカン - ハンガリー - インド - インドネシア - イラン - イラク - アイルランド - イスラエル - イタリア - 日本 - カザフスタン - コソボ - クウェート - ラトビア - リビア - レバノン - リトアニア - ルクセンブルク - マレーシア | - メキシコ - モルドバ - モンゴル - モロッコ - ミャンマー - オランダ - ナイジェリア - 北朝鮮 - 北マケドニア - ノルウェー - パキスタン - パレスチナ - ペルー - フィリピン - ポーランド - ポルトガル - ルーマニア - ロシア - サウジアラビア - セルビア - スロバキア - スロベニア - 南アフリカ共和国 | - 韓国 - マルタ騎士団 - スペイン - スーダン - スウェーデン - スイス - シリア - タイ - チュニジア - トルコ - ウクライナ - アラブ首長国連邦 - イギリス - アメリカ合衆国 - ベトナム - イエメン |

### 代表部
- 欧州連合 (代表部)
- 中華民国 (台北経済文化代表処)

## 総領事館/領事館

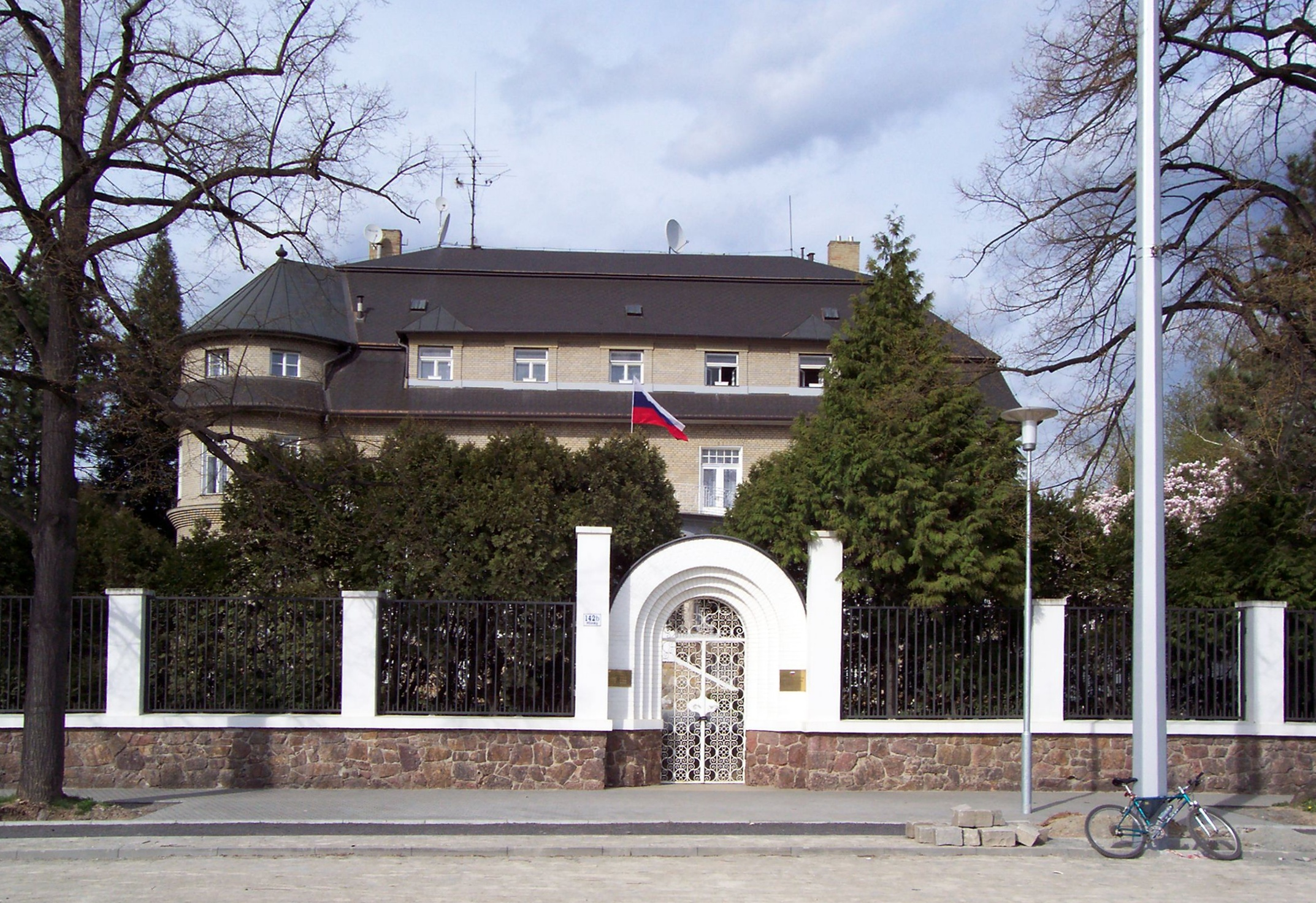
在ブルノロシア総領事館

### プラハ
- オーストラリア

### ブルノ
- ロシア
- ウクライナ (領事館)

### オストラヴァ
- ポーランド

### カルロヴィ・ヴァリ
- ロシア